# Меліков Аріф Джангір-огли
Арі́ф Джангі́р огли́ Мелі́ков (азерб. Arif Cahangir oğlu Məlikov, 13 вересня 1933, Баку — 9 травня 2019, Баку) — азербайджанський композитор зі світовим ім'ям, педагог. Народний артист СРСР (1986).

## Життєпис
1945—1954 — навчається грі на тарі в Бакинському музичному училищі імені Асафа Зейналли. Після закінчення училища працює за розподілом в музичній школі міста Шуша.
1955—1958 — навчання в Азербайджанській державній консерваторії (клас композиції Кара Караєва). Дипломна робота — «Перша симфонія».
З 1958 — викладач консерваторії (доцент з 1971, профессор з 1979, завідувач кафедри композиції з 1982).
Найбільш відомим його твором є балет «Легенда про любов» на сюжет однойменної драми Назима Хікмета. Вперше балет був поставлений на сцені Театру опери і балету ім. С. Кірова 1961 року і з тих пір є одним з популярних творів, який ставився і ставиться в театрах понад 64 країн світу. Постановка цього балету стала першою хореографічною роботою українського балетмейстера Анатолія Шекери на сцені Київського театру опери і балету імені Тараса Шевченка. Також постановка цього балету відновлювалась у Києві 2010 року завдяки вдові А. Шекери — балетмейстеру Елеонорі Стебляк.
Аріф Меліков є членом Спілки композиторів Азербайджану (1959), членом Спілки кінематографістів Азербайджану. Академік Національної академії наук Азербайджану (НАНА). Почесний доктор університету Хазар.

## Твори
Балети
- «Легенда про любов» (1961)
- «Сильніше смерті» (1966)
- «Двоє на Землі» (1969)
- «Алі-баба і 40 розбійників» (1973)
- «Поема двох сердець» (1982)
- «Юсуф і Зулейка» (1999)

Оперета
- «Хвилі» (1967).

Твори для оркестру
- Концертино для флейти з оркестром (1955)
- Вісім симфоній (1958—2000)
- Вісім симфонічних поем
- Оркестрові сюїти
- «Симфонічні казки» (1968)
- Симфонія № 7 для оркестрів народних інструментів (1995)

## Фільмографія
- 1964 — «Чарівний халат»
- 1965 — «26 бакинських комісарів»
- 1969 — «Легенда про любов» (фільм-спектакль)
- 1971 — «Сказання про Рустама»
- 1971 — «Рустам і Сухраб»
- 1973 — «Справи сердечні»
- 1976 — «Сказання про Сиявуша»
- 1977 — «Гаріб в країні Джинів»
- 1978 — «Легенда про дівочу башту»
- 1990 — «Книга Деде Ґоргуда. Дастан Секрея»
- 1997 — «Каміль»
- 2002 — «Гаджі Ґара»
- 2002 — «Маестро»
- 2003 — «Книга Деде Коркут. Басат і Тепегез»
- 2006 — «Палітра життя»
- 2007 — «Маестро Ніязі»